# Heradida griffinae
Heradida griffinae là một loài nhện trong họ Zodariidae.
Loài này thuộc chi Heradida. Heradida griffinae được Rudy Jocqué miêu tả năm 1987.